# آنتسوتسو
آنتسوتسو (به لاتین: Antsotso) یک منطقهٔ مسکونی در ماداگاسکار است که در ناحیه بتافو واقع شده‌است. آنتسوتسو ۱۵٬۰۰۰ نفر جمعیت دارد و ۱٬۴۸۰ متر بالاتر از سطح دریا واقع شده‌است.